# 相馬高胤
相馬 高胤（そうま　たかたね）
- 下総相馬氏。
- 陸奥相馬氏。

## 相馬高胤 (下総相馬氏)
相馬 高胤（そうま たかたね、生没年不詳）は、鎌倉時代から南北朝時代にかけて活動した武将。下総相馬氏の当主。相馬師胤（下総相馬氏）又は相馬胤基の子。相馬胤長の父。小次郎。胤忠。上野介、左衛門尉？。
鎌倉幕府の滅亡後、建武政権に仕えたとみられるが詳細は不明である。

## 相馬高胤 (陸奥相馬氏)
相馬 高胤（そうま たかたね、応永31年（1424年） - 延徳4年6月11日（1492年7月5日））は、室町時代から戦国時代の武将。陸奥の磐城地方行方郡周辺を支配する大名相馬氏第12代当主。相馬重胤（第11代）の子。相馬盛胤（第13代）の父。初名は隆胤。孫次郎。治部少輔。
父が早くに亡くなり、若くして家督を相続した。鎌倉公方の滅亡とそれに派生する混乱は奥州にも及んだが、高胤は武勇に優れた人物で、反抗的な牛越氏や飯崎氏を滅ぼし、近隣の白河結城氏や岩城氏などと同盟を組むなどして、奥州の一雄として戦乱を乗り切った。標葉郡の標葉氏とは当初友好的であったとされるが、後に不倶戴天の敵となり、高胤は生涯かけてこの敵と戦った。標葉氏の打倒を目前にして病没した。